# Juan Ramón Rallo
Juan Ramón Rallo Julián (Benicarló, Castelló, 13 de març de 1984) és un economista, escriptor i professor universitari valencià resident a Madrid d'orientació liberal i en concret de l'Escola Austríaca. Rallo és conegut per la seva presència mediàtica en espais d'anàlisi econòmica. És soci fundador de l'Institut Juan de Mariana, del qual va ser director.

## Biografia
És llicenciat en Dret i en Economia per la Universitat de València, màster i doctor en Economia per la Universitat Rey Juan Carlos de Madrid. Actualment és professor i co-director del màster en economia del Centre d'Estudis Superiors Online de Madrid Manuel Ayau (OMMA) i a l'Escola Superior de Negocis ISEAD.
Ha estat reconegut amb el Premi Julián Marías 2011, i el Tercer Premi Vernon Smith 2009 Destrucción y reconstrucción de la estructura de capital de ECAEF. El 2012 va rebre el premi de la Comunitat de Madrid al millor investigador menor de 40 anys en humanitats.
Col·labora amb diversos mitjans de comunicació com a tertulià d'àmbit econòmic, a més d'articulista a Libertad Digital, El Confidencial, Expansión o Vozpópuli. Els últims anys ha desenvolupat la seva faceta de conferenciant en universitats i jornades sobre economia, és analista econòmic d'esRadio, La Sexta Noche, Al Rojo Vivo o Espejo Público. També col·labora habitualment en premsa escrita amb els diaris La Razón o Expansión.
Diversos dels seus llibres s'han col·locat entre els més venuts de la secció d'economia en diversos canals de distribució.

## Polèmica per la crítica als mitjans de comunicació estatals
El setembre de 2014, Juan Ramón Rallo, president de l'Institut Juan de Mariana, després de diverses intervencions en diversos mitjans i xarxes socials defensant obertament i pública el tancament de tots els mitjans de comunicació estatals, va ser vetat en el mitjà de comunicació estatal Televisió Espanyola (TVE) a petició de l'UGT. Aquesta prohibició a col·laborar en aquesta mitjà va ser efectuada pel Partit Popular, responsable del govern i de la gestió d'aquesta televisió estatal al moment del veto. La petició pública de veto emesa per la UGT va ser la següent:
| « | Des de l'UGT exigim que se suspengui immediatament qualsevol relació laboral amb Juan Ramón Rallo, és més, demanem per part de la nostra direcció que sàpiga qui són i què han de defensar, i que en conseqüència impedeixin la presència d'aquest senyor a les nostres instal·lacions. | » |

Ni Televisió Espanyola ni el Partit Popular van emetre cap comunicat oficial al respecte d'aquesta prohibició en cap moment, tot i que Juan Ramón Rallo ja col·laborava al programa La mañana de la TVE.

## Llibres
- Una crisis y cinco errores (juntament amb Carlos Rodríguez Braun, 2009)
- El liberalismo no es pecado (juntament amb Carlos Rodríguez Braun, 2011)
- Crónicas de la Gran Recesión (2011)
- Un modelo realmente liberal (coordinador, 2012)
- Una alternativa liberal para salir de la crisis (2012)
- Los errores de la vieja economía (2012)
- Crónicas de la Gran Recesión II (2013)
- Una Revolución Liberal para España (2014)
- Podemos: Deconstruyendo a Pablo Iglesias (juntament amb John Müller [coordinador], José Fernández-Albertos, Lorenzo Bernaldo de Quirós, Pablo Rodríguez Suanzes, Paloma Cuevas, Marisa Gallero, Esteban Hernández, Fran Carrillo, Anna Grau, 2014)
- Contra la Modern Monetary Theory: los siete fraudes inflacionistas de Warren Mosler (2014)
- Contra La Renta Básica (2015)
- La Pizarra de Juan Ramón Rallo (2016)
- Contra la Teoría Monetaria Moderna (2017)
- Liberalismo: los 10 principios básicos del orden político liberal (2019)
- Una crítica a la teoría monetaria de Mises: un replanteamiento de la teoría del dinero y del crédito dentro de la Escuela Austriaca de Economía (2019)
- Anti-Marx: Crítica a la economia política Marxista (2022)